# Kirche und Kloster Sveta Trojica

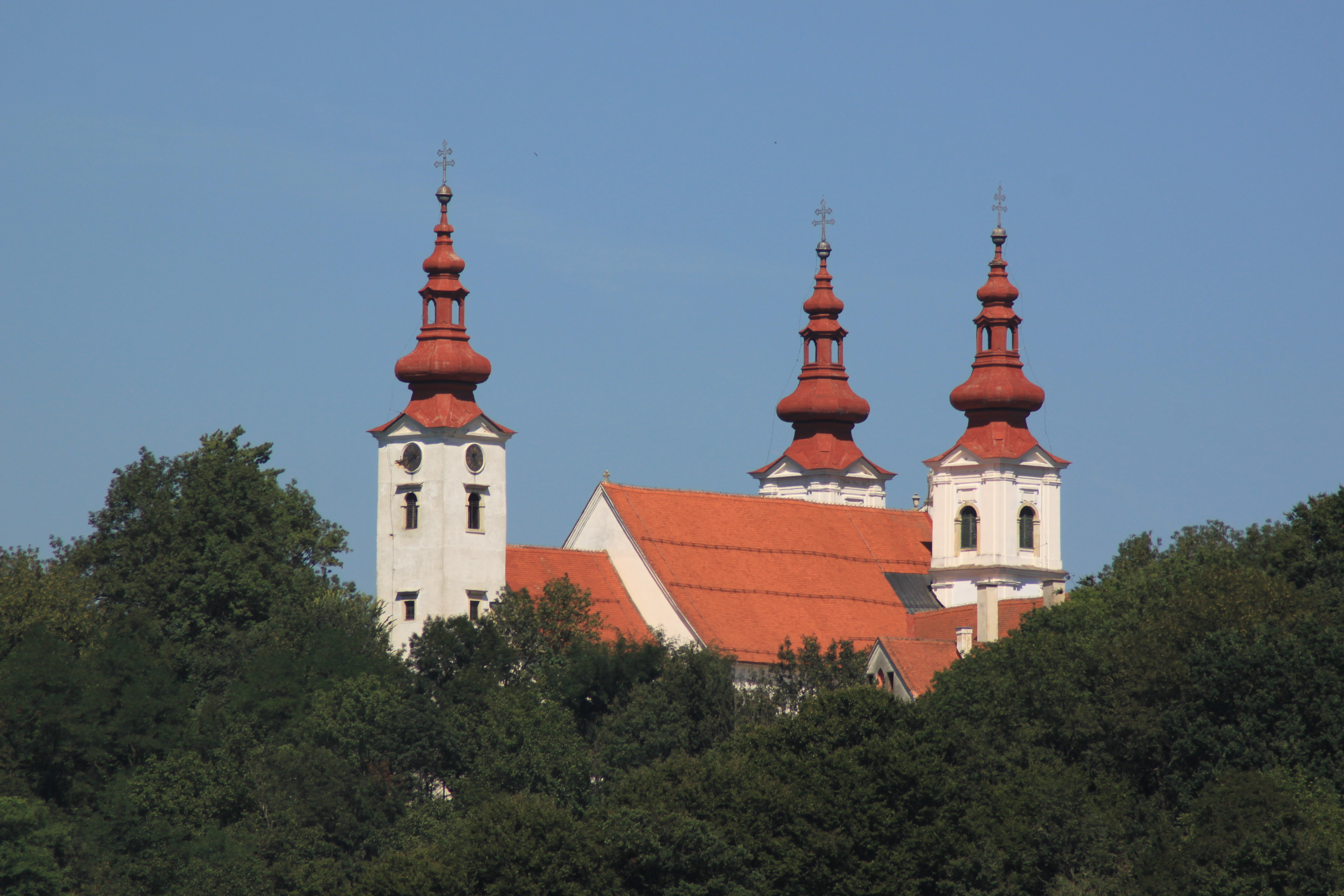
Kirche Heilige Dreifaltigkeit von Süden

Kirche und Kloster Sveta Trojica ist eine Wallfahrtskirche mit Kloster in der Gemeinde Sveta Trojica v Slovenskih goricah (deutsch: Heilige Dreifaltigkeit in den Windischen Büheln), in der Region Štajerska in Slowenien. Die Kirche ist das dominierendes Bauwerk und die Namensgeberin des Ortes.

## Kirche Sveta Trojica

### Geschichte
1631 wird zum ersten Male eine hölzerne Wallfahrtskapelle erwähnt, die auf dem Hügel stand, auf dem heute Kirche und Kloster stehen; er wurde Purgstalberg genannt. Einer Legende nach sahen Pilger auf dem Hügel drei helle Lichter oder Sterne von großer Helligkeit. Dieses Wunder führte der Erzählung nach zu einer ersten Kapelle zu Ehren der Heiligen Dreifaltigkeit.
Graf Wolfgang von Stubenberger wurde im 17. Jahrhundert wegen einer Liebschaft von Beauftragten des Dogen gefangen genommen und eingekerkert. Im Falle seiner Freilassung gelobte er die Gründung eines Klosters in seiner Heimat. Ein Augustinermönch verhalf ihm zur Flucht und aus Dankbarkeit und um sein Gelübde zu erfüllen stiftete er das Kloster Heilige Dreifaltigkeit.
Die neue Kirche, deren Grundsteinlegung durch den Seckauer Bischof Johann IV. Markus von Altringen am 15. Juni 1636 erfolgte, wurde bis 1640 an der Stelle einer kleinen Holzkapelle aus dem Jahr 1631 erbaut, von der nichts mehr erhalten ist. Der Neubau wurde nötig, da die Wallfahrten immer mehr zunahmen. Vom ersten Backsteinbau aus dem 17. Jahrhundert ist nur noch ein Glockenturm, ein Teil des Hauptschiffes und des Hauptaltars sowie eine Glocke von 1666 (gegossen von Peter Zwölfer in Graz) erhalten.

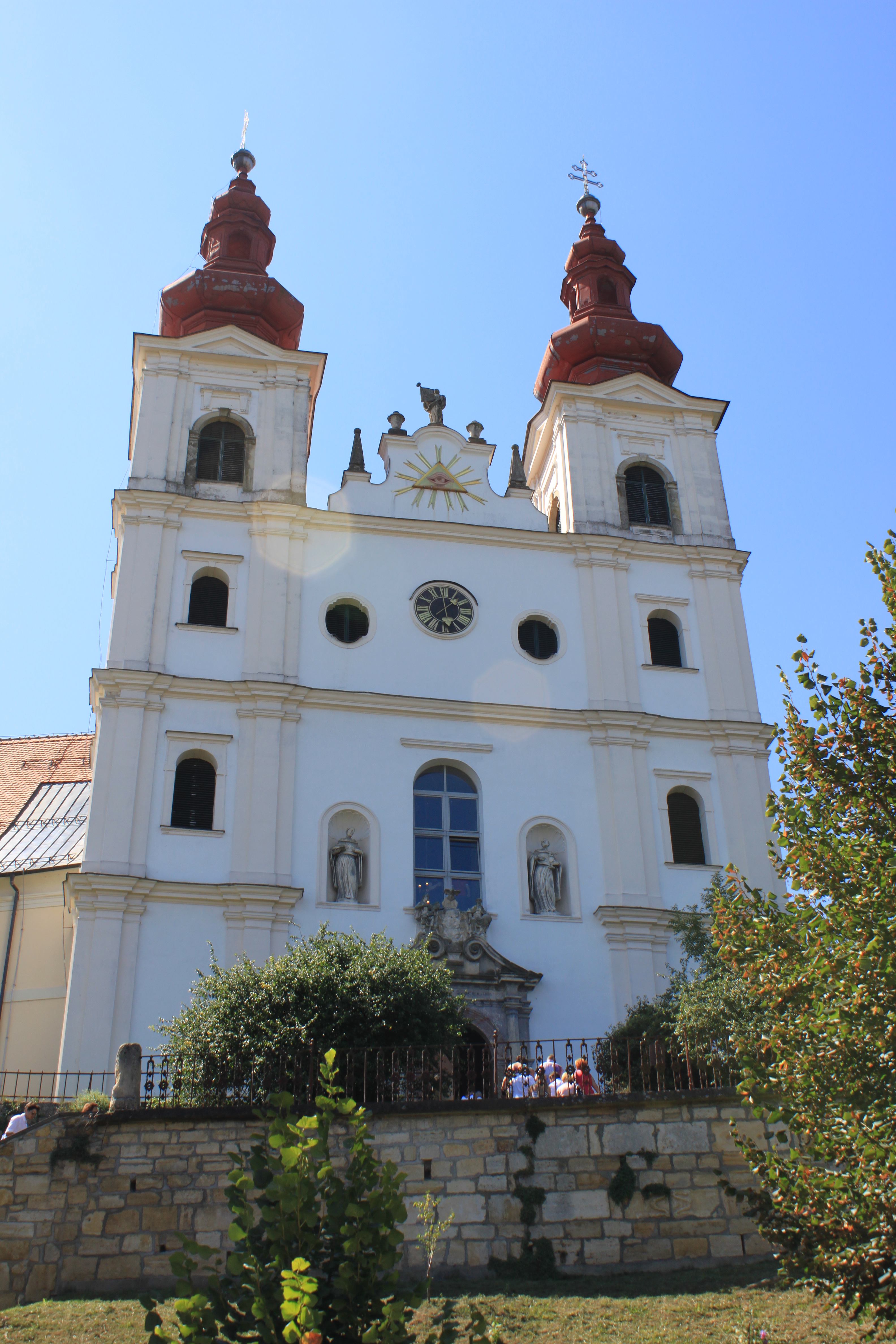
Heilige Dreifaltigkeit; Hauptfassade; Nordseite

Neben den Stubenbergern setzte sich vor allem Siegmund Friedrich Graf von Trauttmannsdorff für den Bau ein und sorgte dafür, dass die Augustiner nach Heilig Dreifaltigkeit kamen.
Da der Strom der Pilger weiter anstieg, beschloss der Augustinerorden, die Kirche auszubauen. Für den Bau der Kirche wurden von Papst Innozenz XII. im Mai 1693 ein besonderer Ablass ausgestellt; ebenso von seinem Nachfolger Papst Clemens XI. im Februar und Mai 1702. In diesen Jahren kamen 12.000 bis 16.000 Pilger nach Heilig Dreifaltigkeit. Heilig Dreifaltigkeit wurde zum populärsten Wallfahrtsort in der Untersteiermark.
Die Bauarbeiten begannen schließlich 1735, mussten aber aus Geldmangel oft unterbrochen werden. Erst durch eine hohe Spende des Grafen Josip Kazimir Drašković von Trakošćan konnte der Hochaltar schon Ostern 1756 geweiht werden, die vollständigen Bauarbeiten wurden erst 1780 beendet. Die neue Kirche wurde doppelt so lang wie der Vorgängerbau, das Schiff auf 14 m erhöht und mit zwei Seitenschiffen verbreitert. Das Innere der Kirche wurde von der ursprünglichen Ost-West-Richtung in eine Nord-Süd-Richtung gedreht. Das alte Kirchenschiff wurde nun zum Presbyterium und der Glockenturm, der durch die Umgestaltung des Kirchenschiffs jetzt über den Hochaltar lag, wurde 1772 umgebaut. Zwei neue Türme entstanden 1779 bis 1780 im Norden am Haupteingang. Diese drei Türme dienten auch als Symbol für die Dreifaltigkeit Gottes.
Unter Kaiser Joseph II. wurden am 13. Oktober 1781 die Wallfahrten auf Grund der Josephinischen Reformen und mittels des Toleranzedikts untersagt. Mit dem Ende der Wallfahrten kam es zu großen finanziellen Einbußen. Die acht zuständigen Priester wurden abgezogen und ab dem 15. April 1786 wurde aus der Klosterkirche eine eigene Pfarrei, die von der Diözese Lavant besetzt wurde.
1796 beschädigte ein Orkan den mittleren Glockenturm und riss sein Dach ab. Er wurde erst wieder 1885 erneuert.
Um die Kirche und die Klostergebäude besser erhalten zu können, stellte die Gemeinde 1828 beim Marburger Bischof Ignaz Franz Zimmermann den Antrag, Pfarrei und Kloster dem Franziskanerorden zu übertragen. Diesem Wunsch kam Bischof Anton Martin Slomšek am 11. Juni 1853 nach und am 23. Juli 1854 übernahmen die Franziskaner Pfarrei und Kloster.
Nach der Aufhebung der diversen Verbote des Toleranzedikts begannen auch die Wallfahrten nach Heilig Dreifaltigkeit wieder. Da jedoch nur zwei Priester dafür abgestellt wurden, erreichte sie nie mehr die Bedeutung wie im 18. Jahrhundert.
Um den Kirchenhang zu stabilisieren, wurde 1855 wurde der heutige zweiflügelige Treppenaufgang zur Kirche errichtet. 1933 erfolgte eine Renovierung der Außenseiten.

### Architektur und Ausstattung
Es handelt sich um eine typische österreichische Barockkirche, wie sie häufig in der Steiermark zu finden ist. Der Innenraum wird von einem großen Hauptschiff auf 12 Säulen beherrscht, das vierzehn Meter hoch ist. Durch die zweigeteilten Bankreihen bildet sich eine Sichtachse vom Haupteingang zum Hochaltar.

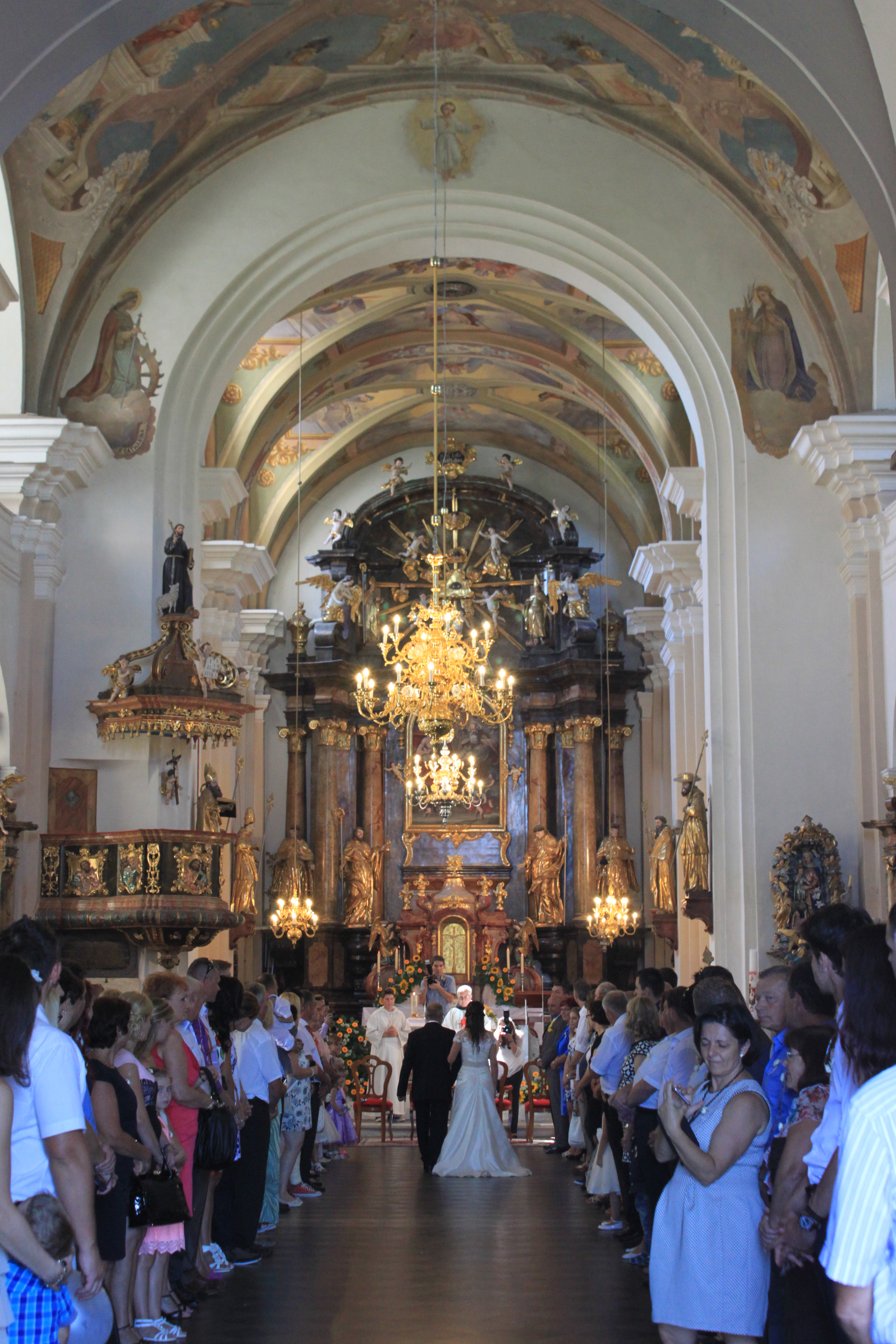
Innenraum der Kirche Heilige Dreifaltigkeit

Der Hauptaltar stammt aus dem Jahre 1756 und ist etwas nach hinten versetzt. Er entstand in den Jahren 1752 bis 1756 unter Joseph Straub, der auch die Altarfiguren schuf und enthält eines der größten Altarbilder Sloweniens. Es zeigt das Bildnis Geheimnis der Dreifaltigkeit von K. Schmidt. Vom Altarbild, das Graf Wolfgang von Stubenberg auf Schloss Mureck um 1640 in Auftrag gab, handelt folgende Legende: Der Maler lutherischen Glaubens erkannte in seinem fertigen Gemälde, dass nicht er, sondern Gottes Hand dieses Bildnis geschaffen habe und konvertierte zum katholischen Glauben.
Umrahmt wird das Werk von zwei Säulen, Engeln und allegorischen Figuren. An den Seiten des Hauptaltares befinden sich die vier wichtigsten Heiligen des Augustiner-Ordens: St. Augustin, Thomas von Villanova, Nikolaus von Tolentino und der Heilige Johannes von San Facundo. Ungewöhnlich ist die Anzahl der Seitenaltäre: auf jeder Seite befinden sich drei, und zwar links vom Hauptaltar für Maria die Schmerzensreiche, Thomas von Villanova, Nikolaus von Tolentino mit Sankt Rochus von Montpellier; auf der rechten Seite Anbetung des Heiligen Kreuzes, Sankt Augustin und Sankt Florian. Sie wurden bis 1759 fertiggestellt.
Die Deckenfresken und die Fresken im Presbyterium sind das Werk der italienischen Künstler Giacomo Brollo und den Gebrüder Oswald und Ägidius Bieri. Sie entstanden im Jahr 1884.
Seit 2003 befindet sich auf der Empore oberhalb des Eingangs eine der größten Orgeln Sloweniens mit 53 Registern.

## Loreto-Kapelle
Als Dank für das Ende der Türkeneinfälle wurde 1693 auf der Nordseite der Kirche eine Loreto-Kapelle hinzugefügt. Sie wurde von Maria Elisabeth Trauttmannsdorff Gräfin von Negau gestiftet.
Papst Innozenz XII. gewährte den Gläubigen einen vollständigen Ablass beim Besuch der Kapelle an Mariä Himmelfahrt.
Sie enthält auf einer Säule eine Statue der Schwarzen Madonna mit Kind, ebenfalls von 1693. An Marienfeiertagen wurde die Statue in einer Prozession durch das Dorf getragen. Die Kapelle wurde in den Jahren 1883 bis 1884 von Giacomo Brollo und den Gebrüder Osvaldo und Ägidius Bieri mit Fresken ausgemalt.

## Trinitätskapelle
Die Trinitätskapelle (slowenisch trioglata kapela) steht an der Stelle, die ursprünglich für den Bau der Kirche bestimmt war. Es ist der Platz, wo der Legende nach die drei Lichter am Himmel gesehen wurden, die zum Beginn der Wallfahrten wurden. Da die Lage nicht für eine große Kirche geeignet war, baute man sie circa 50 Meter weiter entfernt. Die Kapelle entstand im 17. Jahrhundert; ein genaues Baujahr ist nicht bekannt. Sie wurde mit dreieckigem Grundriss gebaut, um symbolisch an die Hauptkirche und die Heilige Dreifaltigkeit zu erinnern.

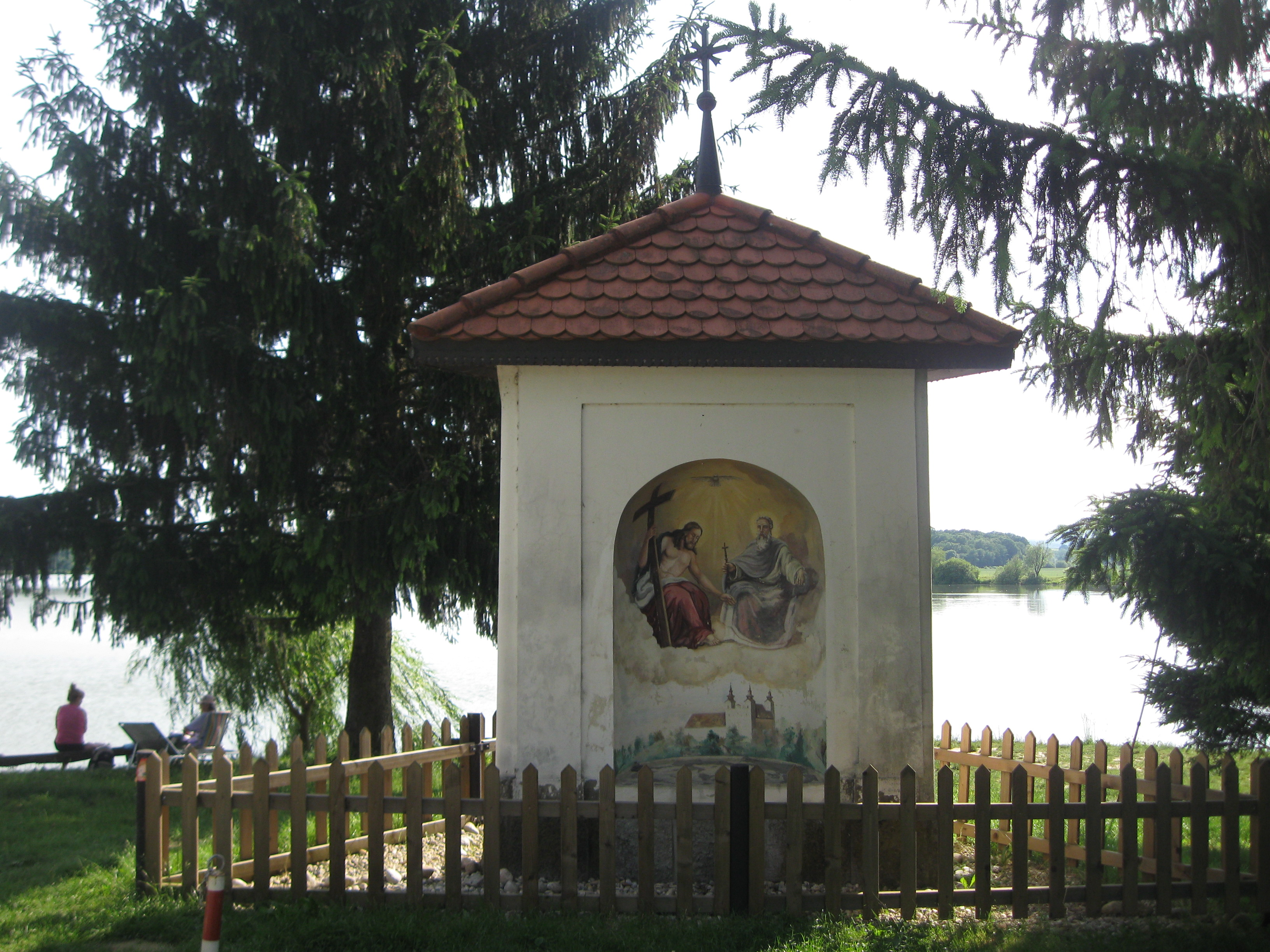
Trinitätskapelle (slowenisch trioglata kapela)

Die Kapelle enthält kleine Altäre zu Ehren der Heiligen Dreifaltigkeit, Sankt Isidor und Sankt Leonhard, welcher der Ortspatron ist.
Die Kapelle war ursprünglich mit Fresken geschmückt, die jedoch fast nicht mehr vorhanden sind.
Ende des 19. Jahrhunderts war die Kapelle so baufällig, dass sie wegen Einsturzgefahr nicht mehr genutzt werden konnte.
1904 wurde sie umfassend renoviert und vom Marburger Bischof Mihael Napotnik zusammen mit einem neu angelegten Kreuzweg geweiht.

## Kloster Sveta Trojica
Das Kloster liegt gleich östlich der Kirche und wird bis heute von den Franziskanern betrieben.

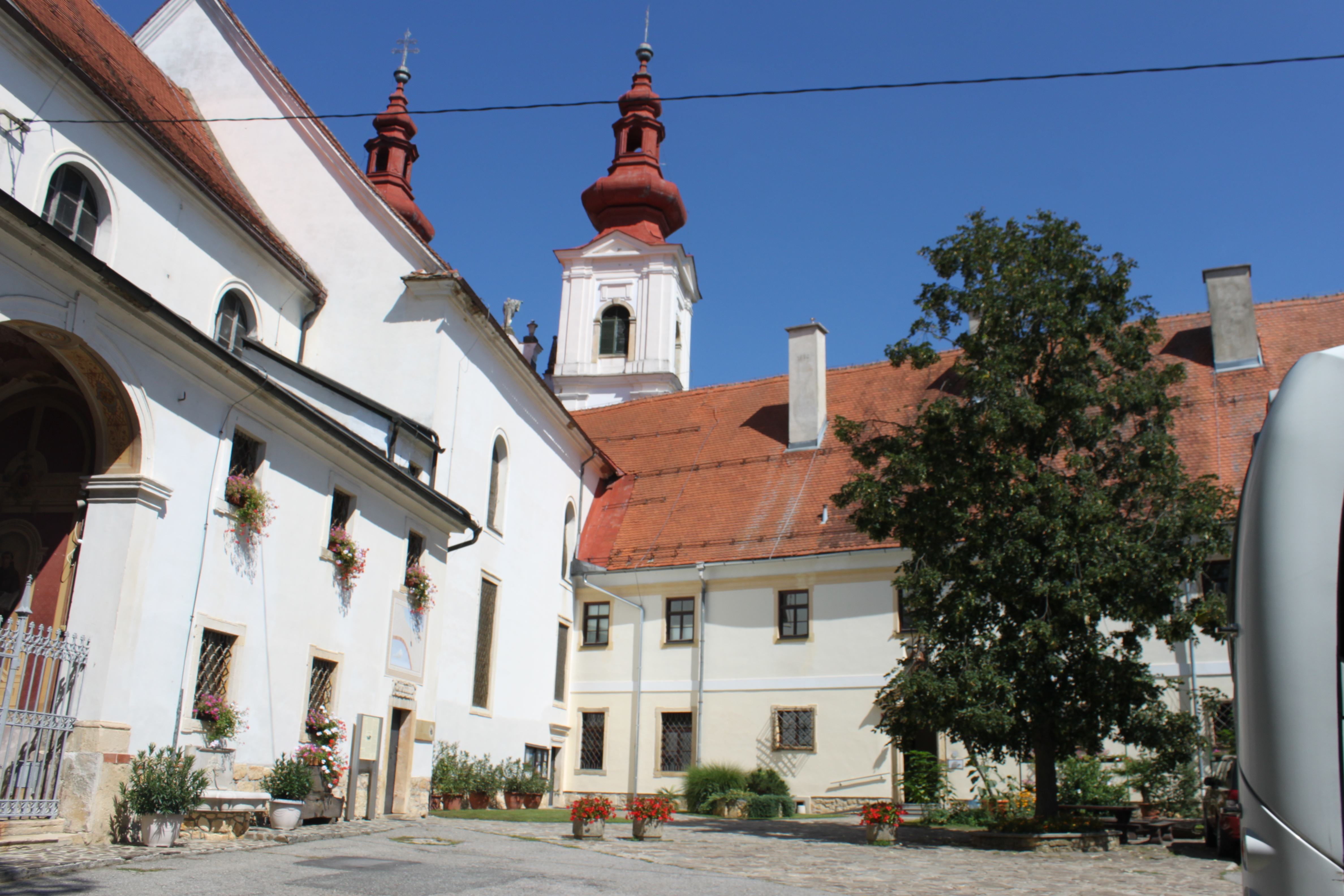
Kloster Heilige Dreifaltigkeit; Klosterhof, Blick nach Norden

### Geschichte
Die Klosteranlage entstand in den Jahren 1665 bis 1692 und war ursprünglich nicht mit der Kirche verbunden. Die Grafen Trauttmannsdorff stellten die Gelder dafür bereit. Die Augustiner, die seit 1663 die Pfarrei führten, zogen in das Gebäude ein. Während des Kirchenneubaus bis 1780 wurde der Ostflügel des Klosters verlängert, so dass er an die Kirche angrenzt und man vom Kloster aus in die Kirche gehen kann. Die an der Ostseite befindliche Sakristei wurde zu einem Teil des Klostergebäudes.
Vom Toleranzedikt Kaiser Joseph II. war das Kloster nicht unmittelbar betroffen. Es wurde nicht geschlossen, da es eine Schule beherbergte; so galt das Kloster nicht als „unproduktiv“ und durfte bleiben. Da allerdings die Wallfahrten sowie das Bettelwesen untersagt wurde, fiel die finanzielle Basis des Klosters weg und der Orden beantragte 1787 die Schließung des Klosters, welche im Oktober 1787 unter dem Bezirksgouverneur Anton Graf Colloredo durchgeführt wurde. Der letzte Augustinermönch, der die Pfarrei betreute, verließ das Kloster 1811.
Das Kloster stand bis 1887 teilweise leer und diente unter anderem als Stall und Lagerhaus. Im Laufe der Jahre verfiel es immer mehr.
Der Franziskaner-Orden, der seit Juli 1854 die Pfarrei führte, wollte das Kloster übernehmen und die Gebäude abreißen. Die Gemeinde erklärte sich daraufhin bereit, das Kloster zu renovieren, so dass die Mönche 1888 einziehen konnten und es bis heute bewohnen.
In Teilen des Gebäudes ist heute ein Museum untergebracht.
Das Kloster bietet Übernachtungsmöglichkeit für Pilger auf der Via Savaria, der historischen Pilgerstrecke von Steinamanger nach Tours, einem Kulturweg des Europarats.

### Architektur
Die Anlage besteht aus einem zweistöckigen Gebäude, das in einem Südflügel mit sechzehn Fenstern und einem Ostflügel mit elf Fenstern.
1740 wurde im Rahmen des Kirchenneubaus der Ostflügel um zwei Fensterreihen vergrößert, so dass das Gebäude unmittelbar an die Kirche grenzt. Die Sakristei von Heilig Dreifaltigkeit wurde in das Gebäude integriert.
Der Hof mit Brunnenanlage aus der Gründungszeit wurde 1739 neu angelegt und mit einem Denkmal des Heiligen Augustinus versehen.
Die Renovierung von 1888 ist heute noch an der andersartigen Mauerstruktur erkennbar.

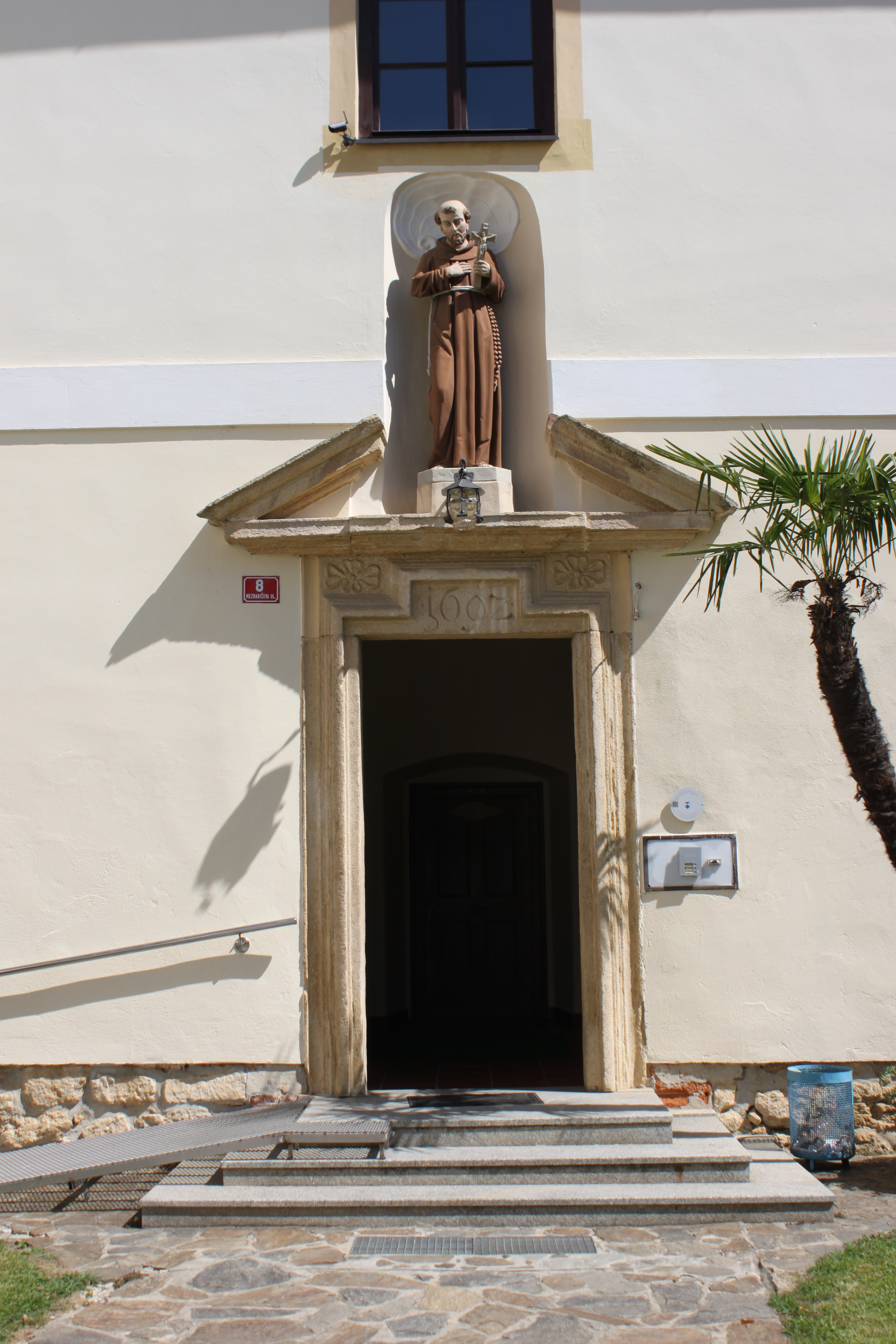
Haupteingang zum Klostertrakt

### Klosterbibliothek
Die Klosterbibliothek wurde bereits 1692 angelegt. Fast alle Bücher wurden jedoch beim Auszug der Augustiner 1787 von diesen mitgenommen.
Die Franziskaner brachten ab 1854 ihre Bücher mit, vor allem aus dem ehemaligen Franziskanerkloster Rann in der Untersteiermark (heute: Brežice). 1888 wurde die Bibliothek zu ihrem heutigen Erscheinungsbild umgebaut.
Insgesamt besitzt die Bibliothek über dreitausend Bücher aus der Zeit vor dem 19. Jahrhundert. Die ältesten Bücher stammen aus dem 16. Jahrhundert. Das wertvollste Exponat ist das älteste gedruckte Physik-Buch aus dem Jahre 1574. Die Bibliothek ist für die Öffentlichkeit zugänglich.

## Fotogalerie

Postkarte von 1911: Kirche Heilige Dreifaltigkeit; Blick nach Osten.
Heilige Dreifaltigkeit in den Windischen Büheln, Blick von Norden; Postkarte von 1912
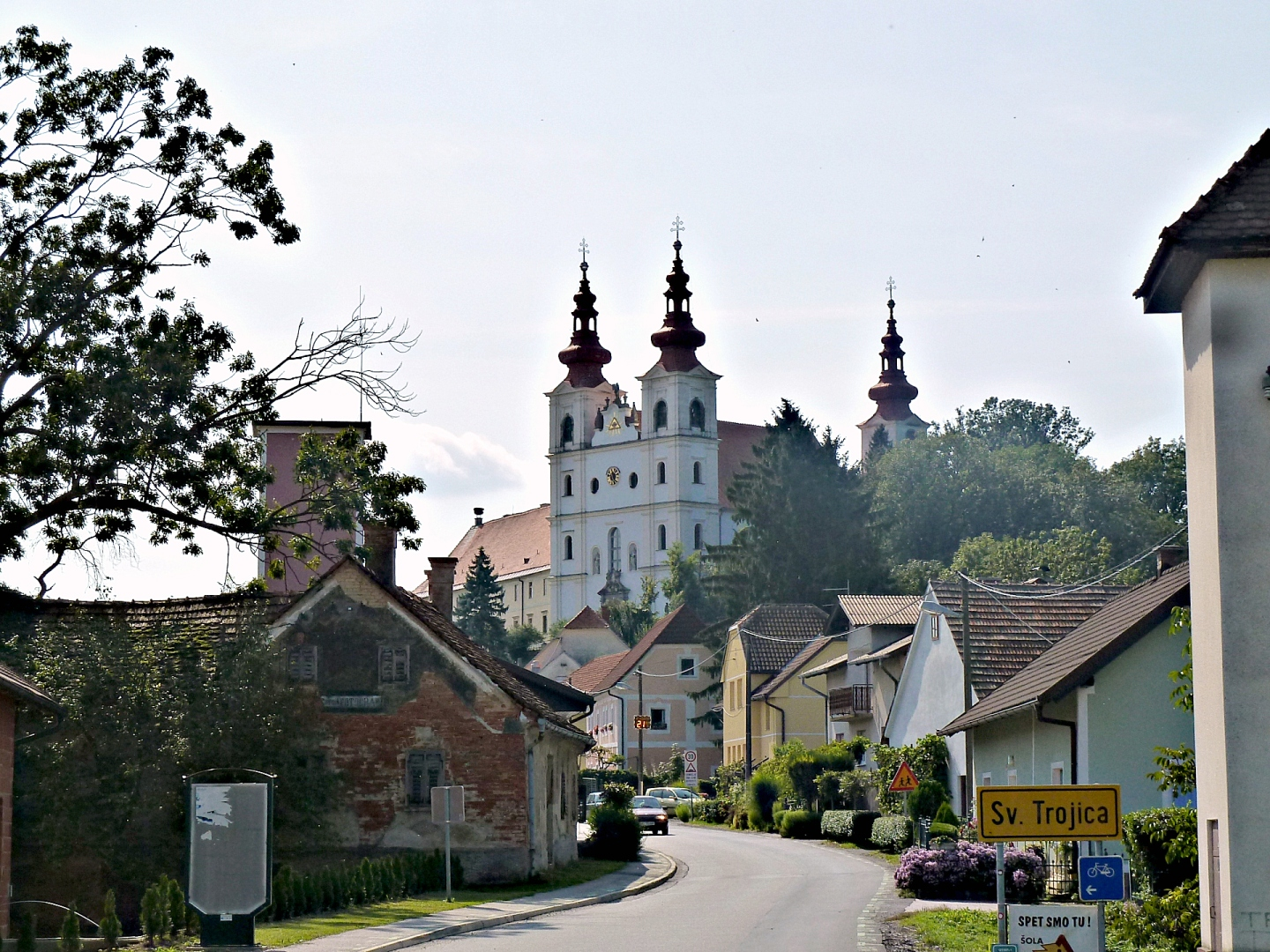
Kirche Sveta Trojica von Westen
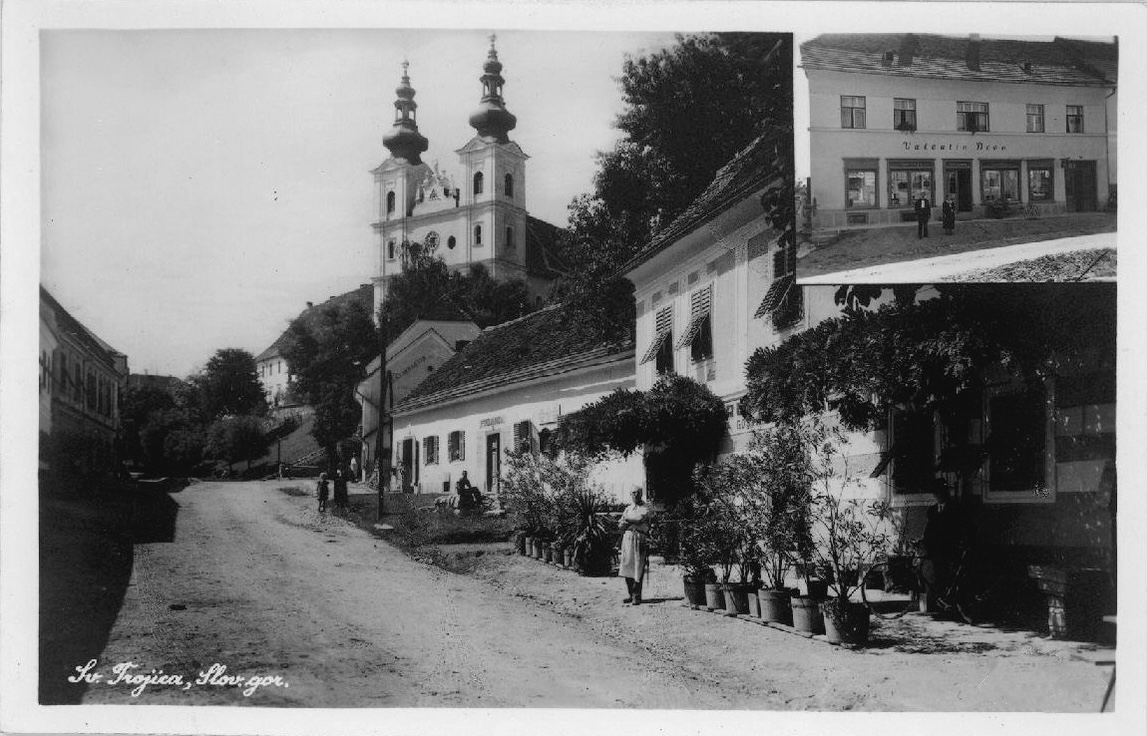
Postkarte von Sveta Trojica v Slovenskih goricah zwischen 1933 und 1947
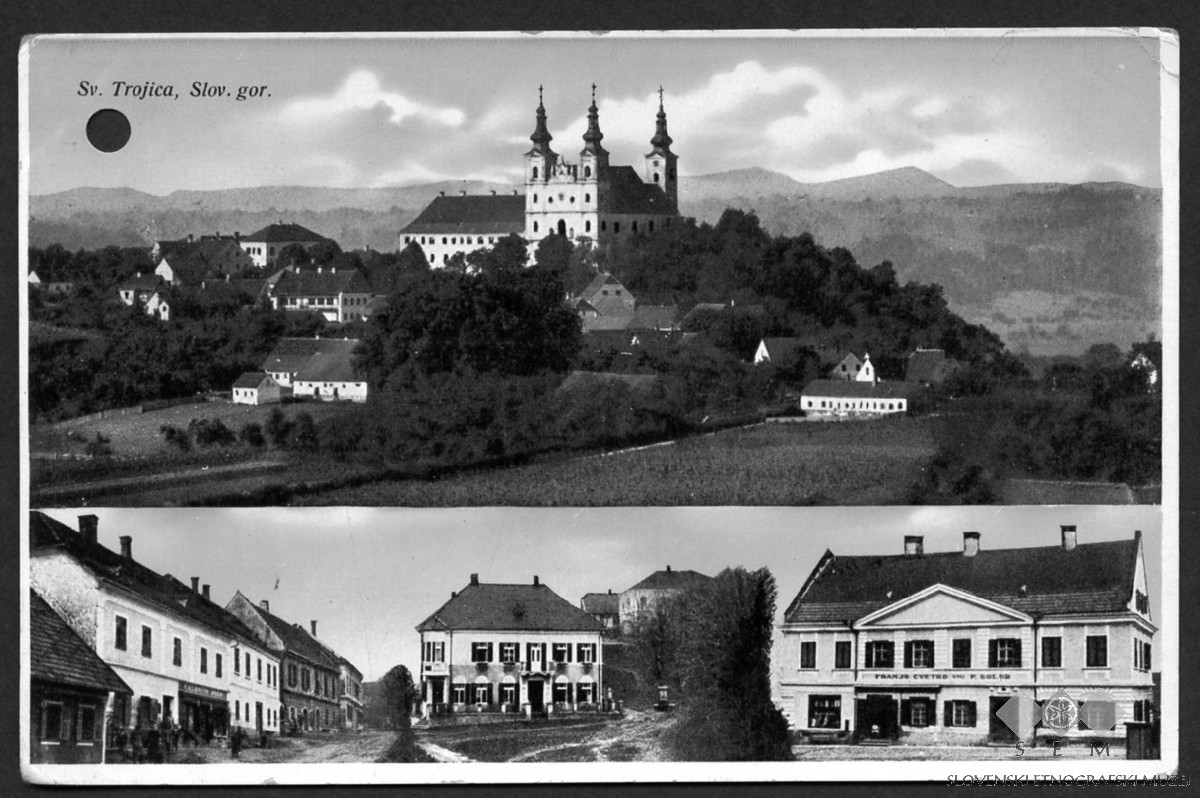
Postkarte von Sveta Trojica v Slovenskih goricah zwischen 1928 und 1947
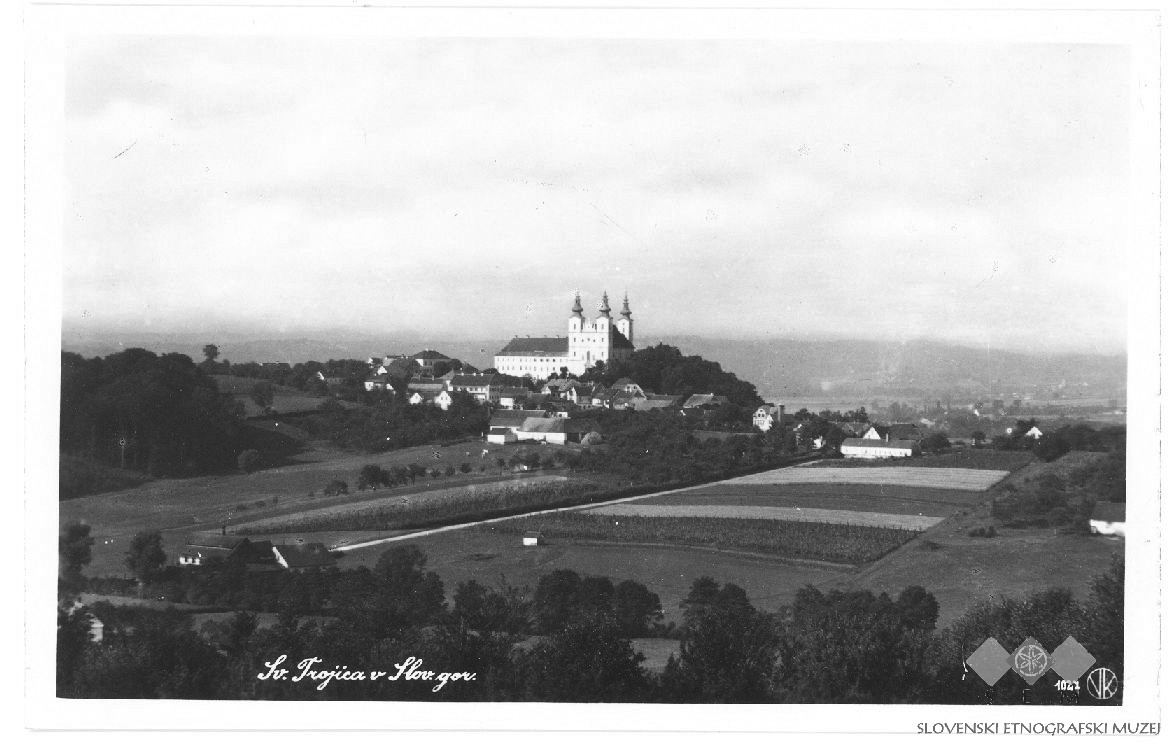
Postkarte von Sveta Trojica v Slovenskih goricah zwischen 1928 und 1947
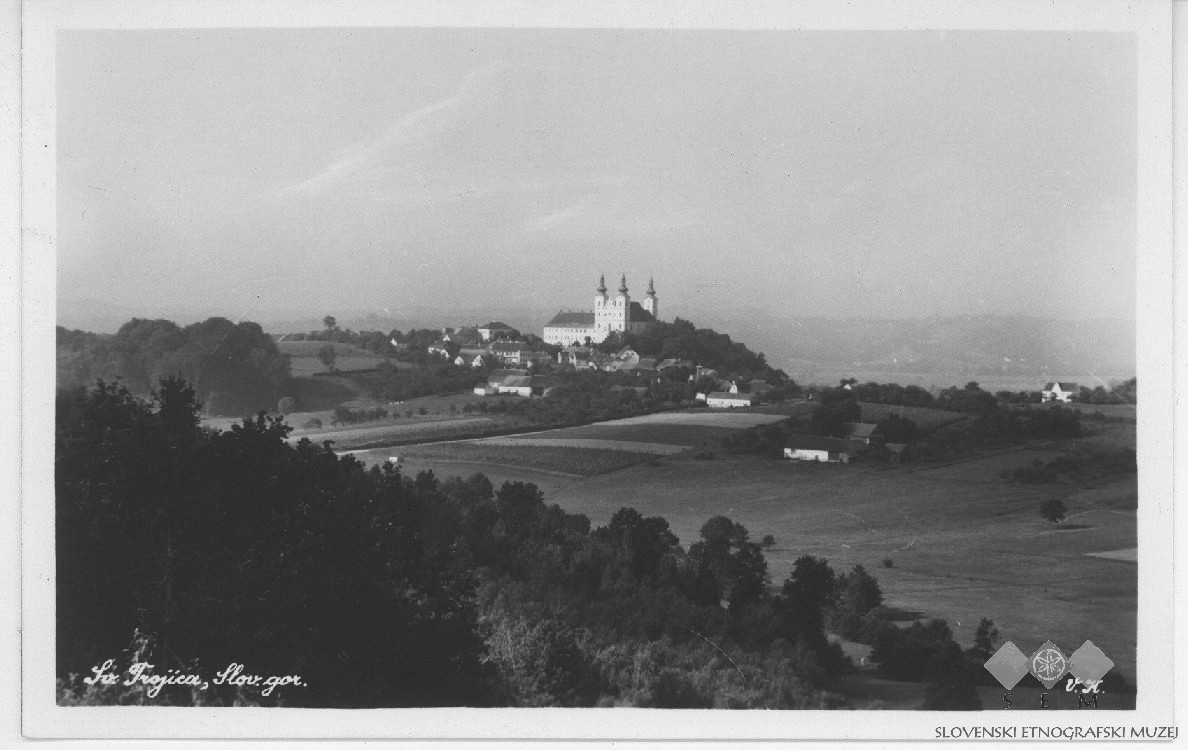
Postkarte von Sveta Trojica v Slovenskih goricah zwischen 1928 und 1947
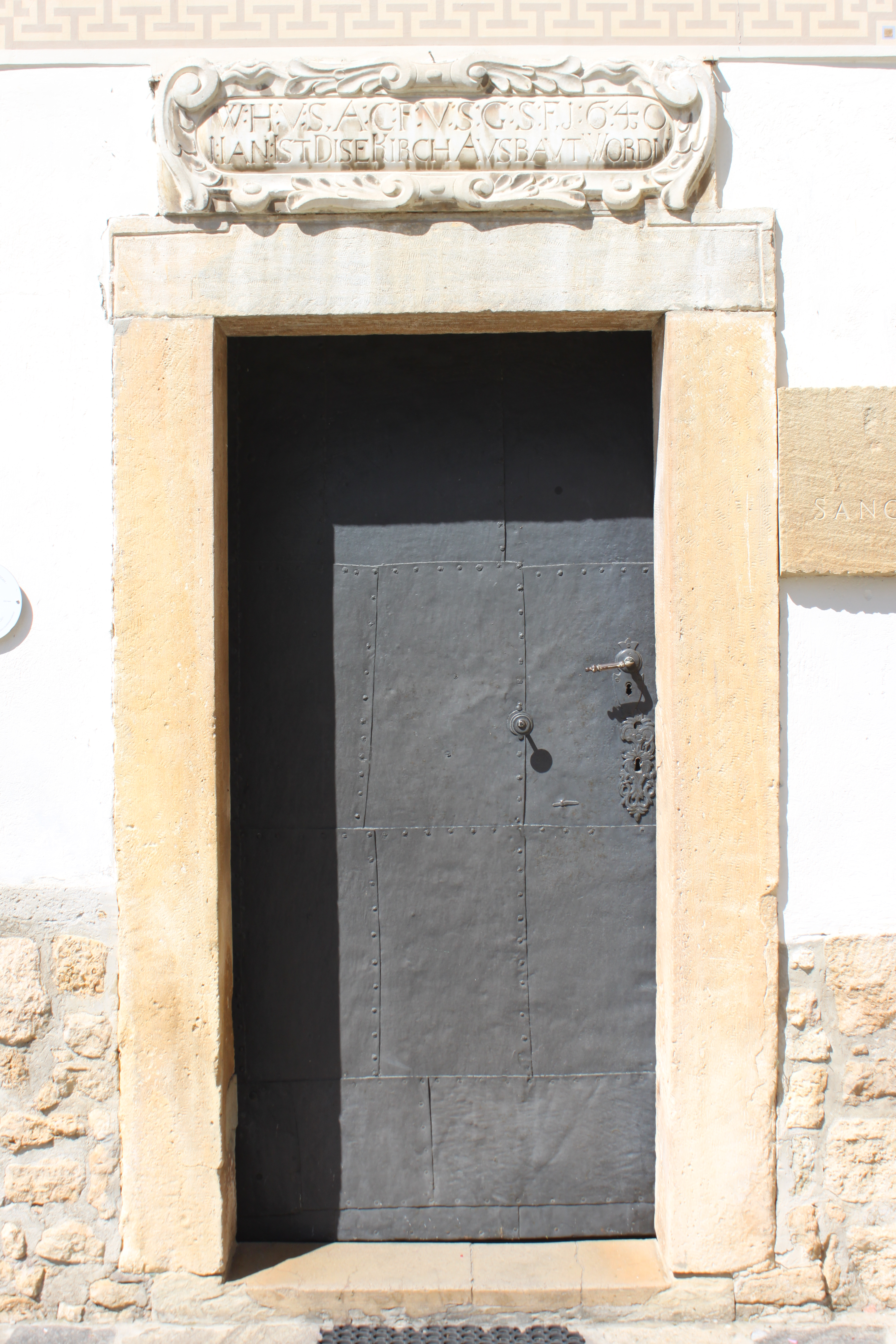
Pforte des Franziskanerklosters Heilige Dreifaltigkeit in Heilige Dreifaltigkeit in den Windischen Büheln, Slowenien;
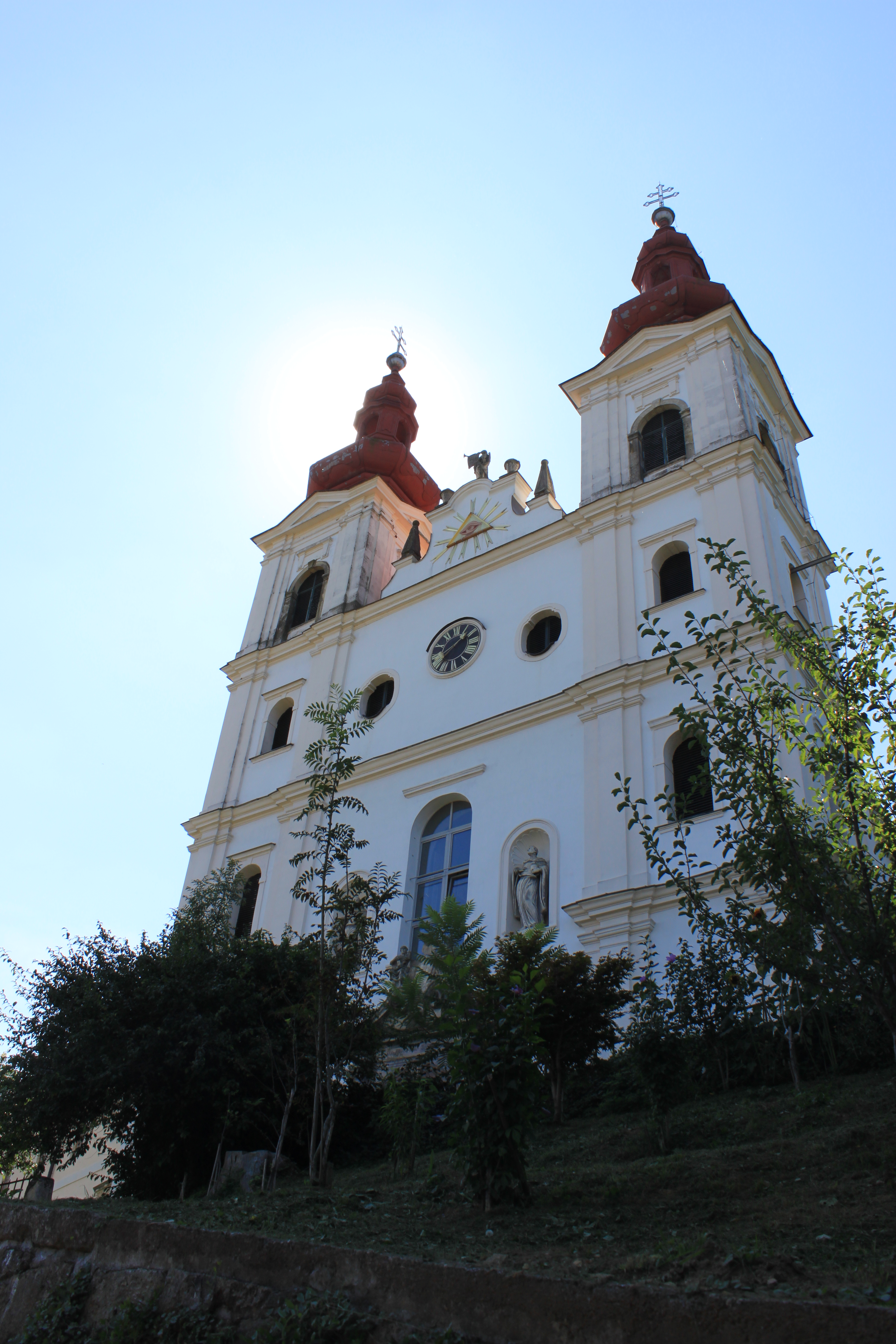
Kirche Heilige Dreifaltigkeit, Hauptfassade; Heilig Dreifaltigkeit in den Windischen Büheln; Slowenien
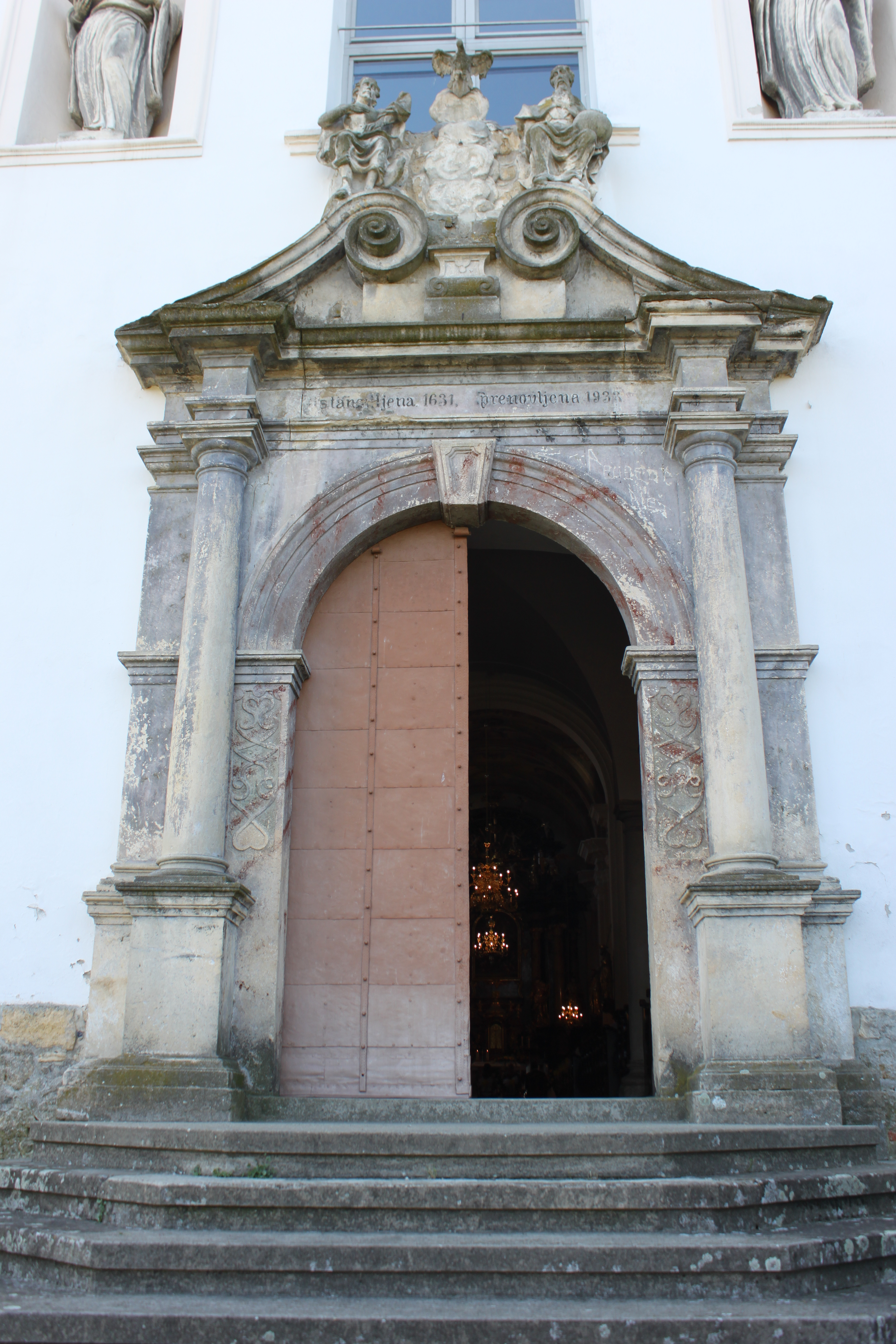
Kirche Heilige Dreifaltigkeit; Heilig Dreifaltigkeit in den Windischen Büheln (Sveta Trojica v Slovenskih Goricah); Slowenien. Haupteingang
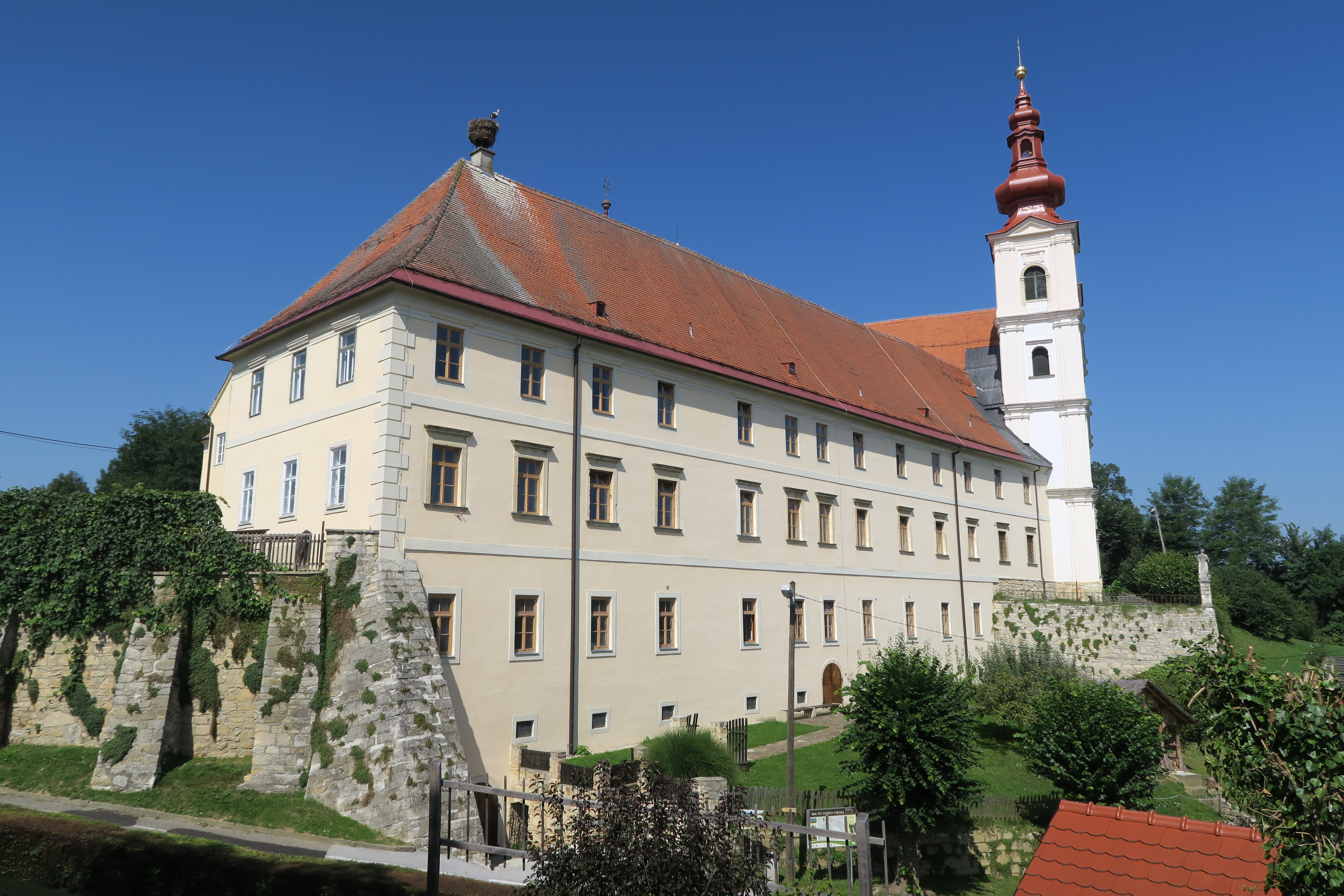
Gesamtansicht